# Ławeczka Haliny Poświatowskiej w Częstochowie
Ławeczka Haliny Poświatowskiej w Częstochowie – pomnik poetki Haliny Poświatowskiej, odsłonięty 11 października 2007 w Częstochowie przy Alei Najświętszej Marii Panny, w pobliżu Muzeum Pielgrzymowania i ulicy gen. Jana Henryka Dąbrowskiego.
Jest dziełem rzeźbiarza Roberta Sobocińskiego. Wykonana z brązu rzeźba pomnikowa przedstawia postać poetki siedzącej na ławce parkowej. U jej stóp siedzi kot, w płaszczyźnie chodnika umieszczono tablicę informacyjną. Oparcie ławeczki składa się z dwóch powykrzywianych desek.
Odsłonięcia ławeczki dokonali jej brat Zbigniew Myga i prezydent miasta Tadeusz Wrona.